# Heinbockel
Heinbockel är en kommun och ort i Landkreis Stade i förbundslandet Niedersachsen i Tyskland.
Kommunen ingår i kommunalförbundet Samtgemeinde Oldendorf-Himmelpforten tillsammans med ytterligare nio kommuner.